# Championnat du Mali de football 2017
Navigation
Saison précédente Saison suivante
La saison 2017 du Championnat du Mali de football est la 50e édition de la première division malienne à poule unique, la Première Division. Les dix-huit clubs engagés sont regroupés au sein d'une poule unique et s'affrontent deux fois, à domicile et à l'extérieur. Afin de permettre le retour à un championnat à seize clubs, les quatre derniers du classement final sont relégués et remplacés par les deux meilleures formations de deuxième division. 
Le championnat ne sacre aucun club cette saison puisque la compétition est arrêtée par la fédération malienne le 5 décembre, alors que 22 journées (sur 34) ont été jouées. Il n'y a ni promotion, ni relégation et les clubs engagés en compétitions continentales sont les mêmes que la saison précédente.

## Qualifications continentales
Le vainqueur du championnat et son dauphin se qualifient pour la Ligue des champions de la CAF 2018. Le troisième du classement et le vainqueur de la Coupe du Mali obtiennent quant à eux leur billet pour la Coupe de la confédération 2018. Si le vainqueur de la Coupe se classe parmi les trois premiers, c'est le quatrième du classement qui récupère la place vacante.

## Les clubs participants
- Djoliba AC
- AS Real Bamako
- CO Bamako
- Sonni AC - Promu de Deuxième division
- Centre Salif-Keita
- Onze Créateurs de Niaréla
- AS Black Stars de Badalabougou - Promu de Deuxième division
- Mamahira AC
- Lafia Club
- Stade malien
- CS Duguwolofila
- USC Kita - Promu de Deuxième division
- AS Nianan
- AS Bakaridjan
- AS Bamako
- USFAS Bamako
- ASO Missira
- US Bougouni

## Compétition

### Classement
Le barème de points servant à établir le classement se décompose ainsi :
- Victoire : 3 points
- Match nul : 1 point
- Défaite : 0 point

| Rang | Équipe                          | Pts | J  | G  | N | P  | Bp | Bc | Diff |
| ---- | ------------------------------- | --- | -- | -- | - | -- | -- | -- | ---- |
| 1    | Stade malienT                   | 55  | 21 | 17 | 4 | 0  | 47 | 5  | +42  |
| 2    | USC Kita                        | 41  | 21 | 12 | 5 | 4  | 24 | 16 | +8   |
| 3    | Djoliba AC                      | 40  | 20 | 12 | 4 | 4  | 29 | 8  | +21  |
| 4    | CO Bamako                       | 36  | 20 | 10 | 6 | 4  | 24 | 14 | +10  |
| 5    | Lafia Club                      | 35  | 21 | 10 | 5 | 6  | 38 | 19 | +19  |
| 6    | Onze Créateurs de Niaréla       | 33  | 21 | 8  | 9 | 4  | 26 | 17 | +9   |
| 7    | ASO Missira                     | 31  | 21 | 9  | 4 | 8  | 22 | 25 | -3   |
| 8    | AS Bakaridjan                   | 29  | 20 | 8  | 5 | 7  | 24 | 18 | +6   |
| 9    | AS Real Bamako                  | 29  | 21 | 8  | 5 | 8  | 21 | 17 | +4   |
| 10   | USFAS Bamako                    | 26  | 21 | 7  | 5 | 9  | 18 | 19 | -1   |
| 11   | AS Black Stars de BadalabougouP | 26  | 21 | 7  | 5 | 9  | 24 | 29 | -5   |
| 12   | AS Bamako                       | 24  | 20 | 6  | 6 | 8  | 14 | 18 | -4   |
| 13   | US Bougouni                     | 23  | 21 | 6  | 5 | 10 | 17 | 31 | -14  |
| 14   | Mamahira AC                     | 20  | 21 | 4  | 8 | 9  | 20 | 33 | -13  |
| 15   | Centre Salif-Keita              | 19  | 20 | 6  | 1 | 13 | 20 | 32 | -12  |
| 16   | CS Duguwolofila                 | 17  | 20 | 4  | 5 | 11 | 13 | 25 | -12  |
| 17   | AS Nianan                       | 17  | 20 | 4  | 5 | 11 | 19 | 37 | -18  |
| 18   | Sonni ACP                       | 9   | 20 | 2  | 3 | 15 | 11 | 48 | -37  |

## Bilan de la saison
| Championnat du Mali de football 2017 |                           |
| Champion                             | Aucun                     |
| Coupes et trophées                   |                           |
| Vainqueur de la Coupe du Mali 2017   | Compétition non terminée  |
| Qualifications continentales         |                           |
| Ligue des champions de la CAF 2018   | Stade malien              |
| Ligue des champions de la CAF 2018   | AS Real Bamako            |
| Coupe de la confédération 2018       | Onze Créateurs de Niaréla |
| Coupe de la confédération 2018       | Djoliba AC                |
| Promotions et relégations            |                           |
| Promus en Division 1                 | Aucun                     |
| Relégués en Division 2               | Aucun                     |